# Chesapeake Ranch Estates-Drum Point
Chesapeake Ranch Estates-Drum Point is een plaats (census-designated place) in de Amerikaanse staat Maryland, en valt bestuurlijk gezien onder Calvert County.

## Demografie
Bij de volkstelling in 2000 werd het aantal inwoners vastgesteld op 11.503.

## Geografie
Volgens het United States Census Bureau beslaat de plaats een oppervlakte van
16,5 km², waarvan 15,6 km² land en 0,9 km² water.

## Plaatsen in de nabije omgeving
De onderstaande figuur toont nabijgelegen plaatsen in een straal van 16 km rond Chesapeake Ranch Estates-Drum Point.